# 데이야
데이야(Daya, 1998년 10월 24일 ~ )는 미국의 싱어송라이터이다. 체인스모커스의 곡 "Don't Let Me Down"의 피처링을 맡아 이름을 알렸다.

## 음반 목록

### 정규 앨범
- Sit Still, Look Pretty (2016)

### EP
- Daya (2015)

### 싱글
- Hide Away (2015)
- Sit Still, Look Pretty (2016)
- Words (2016)
- New (2017)
- Safe (2018)
- Insomnia (2019)
- Forward Motion (2019)

## 한국 방송 출연
- MBC FM4U 《배철수의 음악캠프》 - 2019년 5월 31일